# Midtjyllands Lufthavn
Midtjyllands Lufthavn (IATA: KRP, ICAO: EKKA); tidligere Karup Lufthavn) er en lufthavn ved Karup, Viborg Kommune, i Midtjylland omtrent midt mellem Herning og Viborg. Lufthavnen er en civil lufthavn men benytter Flyvestation Karups baner. Lufthavnen beflyves på ruten Karup – København af hollandske AIS Airlines fra 2. oktober 2023.
Danish Air Transport (DAT) befløj tidligere ruten til København fra 2015 til 9. december 2022 hvorefter lufhavnen lukkede midlertidigt. DAT genoptog flyvningen 17. april 2023 efter en politisk aftale om statsstøtte til lufthavnen blev indgået i marts 2023, men indstillede driften igen 8. september 2023.

## Historie
På foranledning af række midt- og vestjyske politikere åbnede lufthavnen 1. november 1965 i forbindelse med etableringen af den første flyverute mellem Karup og København. Lufthavnens ejerkreds bestod af Viborg og Ringkjøbing amter, samt kommunerne Herning, Holstebro, Viborg, Skive, Ikast, Karup, Struer, Ringkøbing, Lemvig og Skjern.
Det blev aftalt, at Det Danske Luftfartsselskab – det senere SAS – skulle indlede flyvning på ruten, mod at ejerne stillede en underskudsgaranti. I begyndelsen var der en enkelt daglig afgang med en 15 personers Heron-maskine. Ruten blev dog en succes, og der blev ikke brug for garantien. Tværtimod har lufthavnens løbende udvikling kunnet finansieres over driften uden andet offentligt tilskud end ejernes oprindelige indskud i 1965.. I begyndelsen måtte lufthavnen udelukkende bruges til indenrigsflyvning, og militære fly havde fortrinsret.
Det første terminal i Karup var Kølvrå Station, hvor man lejede sig ind, og passagererne blev kørt til flyet. 1. april 1966 flyttede terminalen til en træbarak ved Flyvestationens hovedindgang.
I 1968 flyttede terminalen til den nuværende placering, og lufthavnens første terminal blev bygget, med indkørsel fra Hessellundvej. I 1991 indviedes den nuværende terminal, Glashuset på Heden.
Den nye terminal er tegnet af Arkitektfirmaet Torsten Riis Andersen, der vandt en arkitektkonkurrence.
Den 5. februar 2017 skiftede lufthavnen officielt navn fra Karup Lufthavn til Midtjyllands Lufthavn. Navneskiftet kommer efter at lufthavnen året før udskrev en konkurrence om forslag til et nyt navn. Af tre muligheder valgte dommerkomiteen Midtjyllands Lufthavn.

## Info om Lufthavnen
Lemvig og Skjern Kommuner solgte i 2002 deres ejerandele til Karup Kommune (nu Viborg Kommune).
Ejerne pr. 1/1-2007 er Herning, Holstebro, Ikast-Brande, Lemvig, Ringkøbing-Skjern, Silkeborg, Skive, Struer og Viborg Kommune.
Der har tidligere været op til syv daglige afgange og ca. 200.000 passagerer årligt. Cimber Sterling drev en rute til København, hvilken rute blev overtaget af Norwegian Air Shuttle, da Cimber Sterling gik konkurs i maj 2012. Norwegian opgav i marts 2015 at drive ruten, der herefter blev overtaget af Danish Air Transport, der drev ruten indtil december 2022, hvor ruten blev nedlagt og lufthavnen midlertidigt lukket. Fra 2. oktober 2023 flyver hollandske AIS Airlines til og fra København med et Jetstream 32 fly med plads til 19 passagerer. Der er 4 daglige afgange mandag til torsdag og 2 afgange fredag. Flytypen blev bygget fra 1980-1993 af British Aerospace.

## Destinationer
København. Fra mandag 2. oktober 2023.

### Bus
- Midttrafik har nedlagt den faste rutetrafik imellem Viborg og Midtjyllands Lufthavn. Den faste rutetrafik blev den 27. juni 2010 erstattet med en teletaxa-ordning.[9]

### Taxa
- Frederiks Taxi og Karup Taxi er altid repræsenteret i Midtjyllands Lufthavn. Derudover kan der bestilles Flytaxi til 36 byer i en stor radius fra lufthavnen.

### Biludlejning
Der var fire biludlejningsselskaber repræsenteret i Midtjyllands Lufthavn.
- Hertz
- Sixt
- Europcar
- AVIS

### Business Jet Service
De to danske Business Jet-operatører, som oftest besøger Midtjyllands Lufthavn, er North Flying fra Aalborg og Air Alsie fra Sønderborg.

## Statistik

### Antal passagerer
Se kilde Wikidata forespørgsel og kilder.
| [ 10 ]    | 1997    | 1998    | 1999    | 2000    | 2001    | 2002    | 2003    | 2004    | 2005    | 2006    | 2007    | 2008    | 2009    | 2010    | 2011    | 2012    | 2013    | 2014    | 2015    | 2016    | 2017    |
| --------- | ------- | ------- | ------- | ------- | ------- | ------- | ------- | ------- | ------- | ------- | ------- | ------- | ------- | ------- | ------- | ------- | ------- | ------- | ------- | ------- | ------- |
| Indenrigs | x       | x       | x       | x       | 229.097 | 219.868 | 207.482 | 196.957 | 191.977 | 202.097 | 210.834 | 190.320 | 158.484 | 305.628 | 285.834 | 167.720 | 131.958 | 122.676 | 129.780 | 148.737 | 139.660 |
| Udenrigs  | x       | x       | x       | x       | 3.192   | 5.929   | 4.139   | 3.020   | 3.630   | 6.670   | 5.627   | 6.938   | 7.910   | 5.807   | 7.408   | 6.016   | 4.049   | 3.794   | 6.193   | 6.161   | 6.602   |
| I alt:    | 397.000 | 328.000 | 292.000 | 278.000 | 232.289 | 225.793 | 211.619 | 199.977 | 195.607 | 208.767 | 216.461 | 197.258 | 166.394 | 311.435 | 293.242 | 173.736 | 136.007 | 126.470 | 135.973 | 154.898 | 146.262 |